# Isla Magdalena (Magallanes)
Isla Magdalena es una isla chilena ubicada en el Estrecho de Magallanes. Junto con el islote Marta forman una de las más importantes pingüineras del sur de Chile, conocida como el Monumento Natural Los Pingüinos, Por cual está prohibida la pesca en los alrededores de la isla, para preservar siendo supervisada y administrada por la Corporación Nacional Forestal, quien además cuida en comodato el Faro Isla Magdalena.
Es un importante refugio natural para especies como el pingüino de Magallanes, cormorán, lobos marinos entre otras. Entre los años 2001 y 2002 se realizó un censo que registró una población de pingüinos que ronda las 63 000 parejas reproductivas. Por ello existe un programa de monitoreo para evaluar el daño turístico en la isla y además realizar estudios entre los pingüinos de la Isla Magdalena y las islas Malvinas, donde la pesca no está prohibida.
A la isla se accede por vía marítima desde Punta Arenas, a unos 37 km de distancia. En turismo, forma parte de la Ruta del Fin del Mundo, una ruta temática de la zona. 

## Historia
Magallanes ha visto definitivamente la isla al pasar por primera vez en el estrecho,  Pigafetta, hablando de la deserción de la San Antonio cita en su famoso libro El primer viaje alrededor del globo, para alertar a la tripulación de la nave.

El comandante en jefe dio entonces orden que se buscase por todas partes, especialmente en el canal en que había penetrado; despachó a la Victoria a la desembocadura del Estrecho, disponendo que si no la encontraba, en un lugar bien alto y bien prominente plantasen una bandera, a cuyo pie debía dejar en una olla una carta que indicase la ruta que se iba a seguir, a fin de que se pudiese unir a la escuadra. Esta manera de avisarse en caso de separación había sido acordada en el momento de nuestra partida. De la misma manera se pusieron dos señales más en lugares culminantes de la primera bahía, y en una pequeña isla de la tercera, en que habíamos visto una cantidad de lobos marinos y pájaros.

Esta isla es, sin duda, la Isla Magdalena, ya que no hay otras islas en el estrecho que acojan colonias de  leones marinos y/o pingüinos, salvo que los presentes en la cercana Isla Marta, donde, sin embargo, no hay puertos naturales que permitan desembarcar.

## Galería

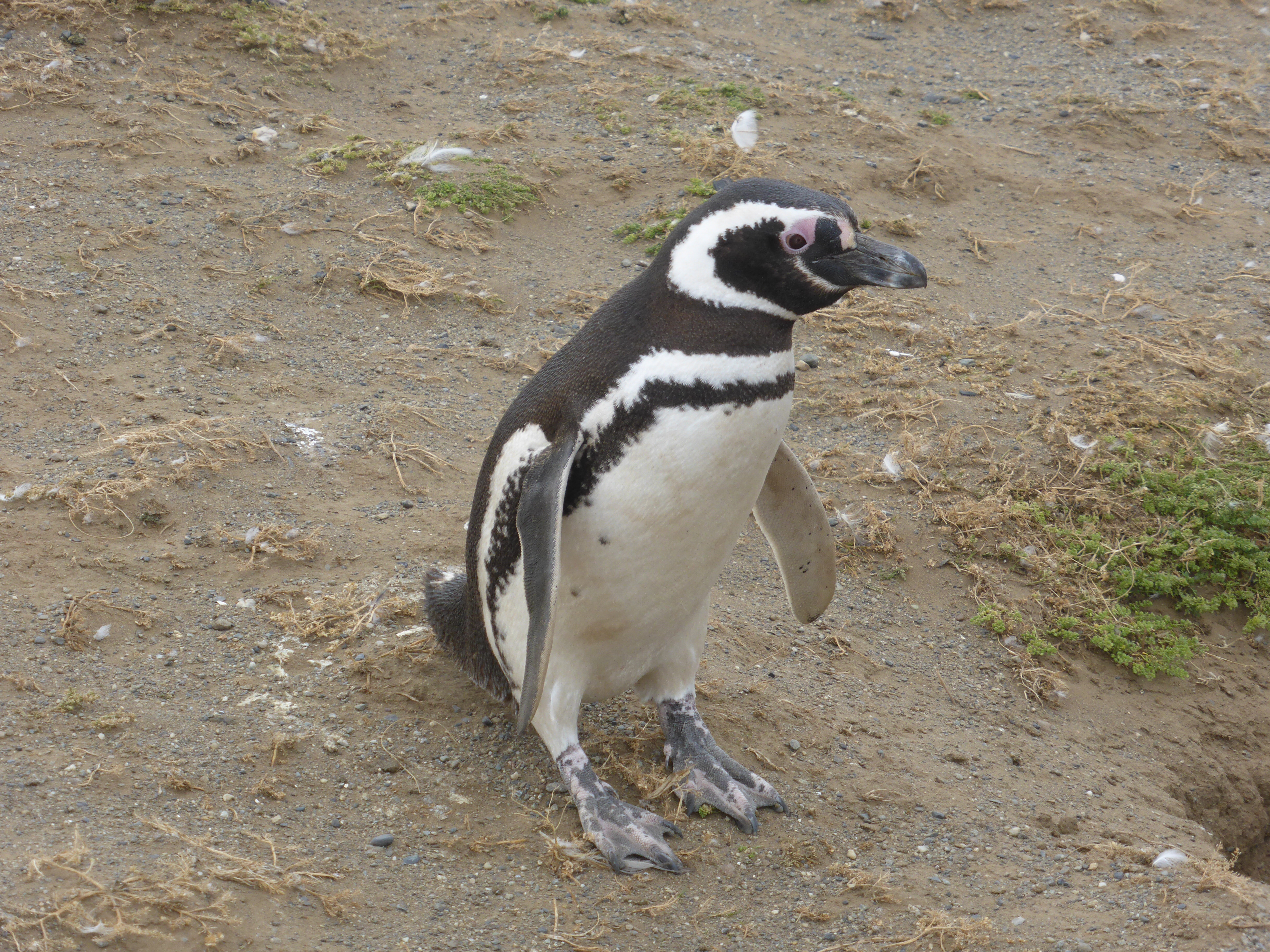
Pingüino de Magallanes o pingüino patagónico (Spheniscus magellanicus).
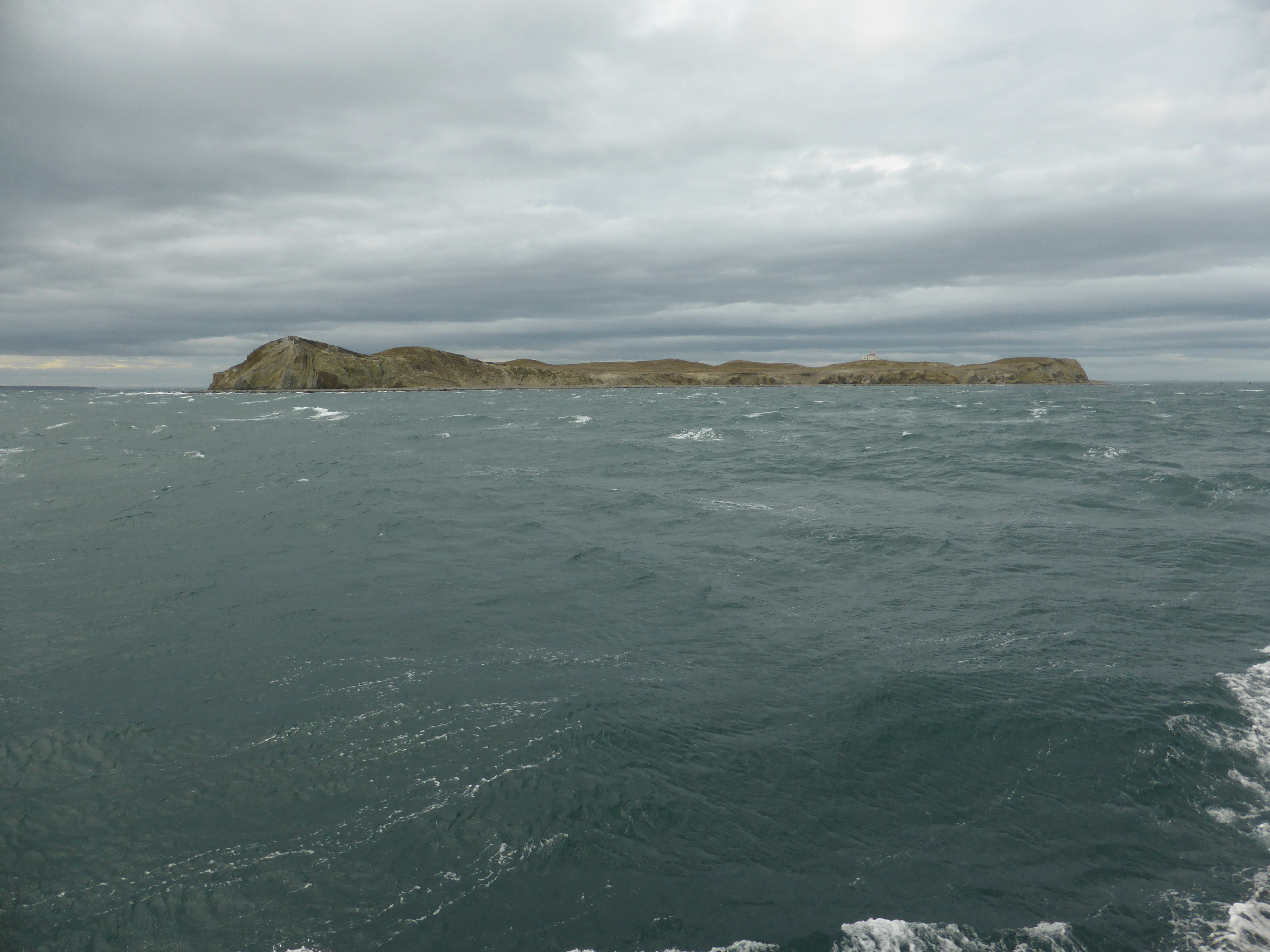
Navegando hacia la Isla Magdalena. El barco sale desde Punta Arenas.
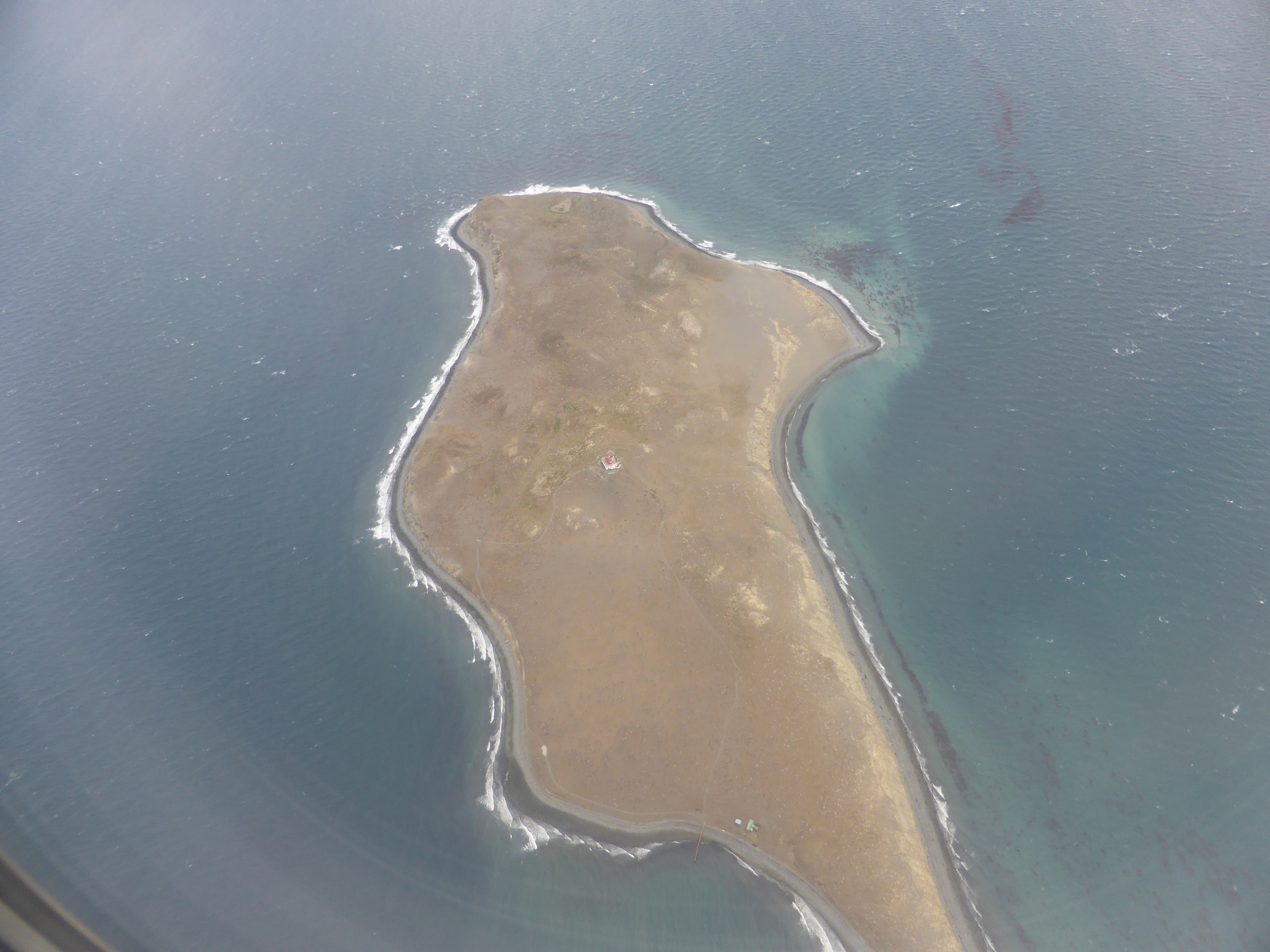
La Isla Magdalena desde un avión de LATAM. El faro se encuentra en el centro de la isla.
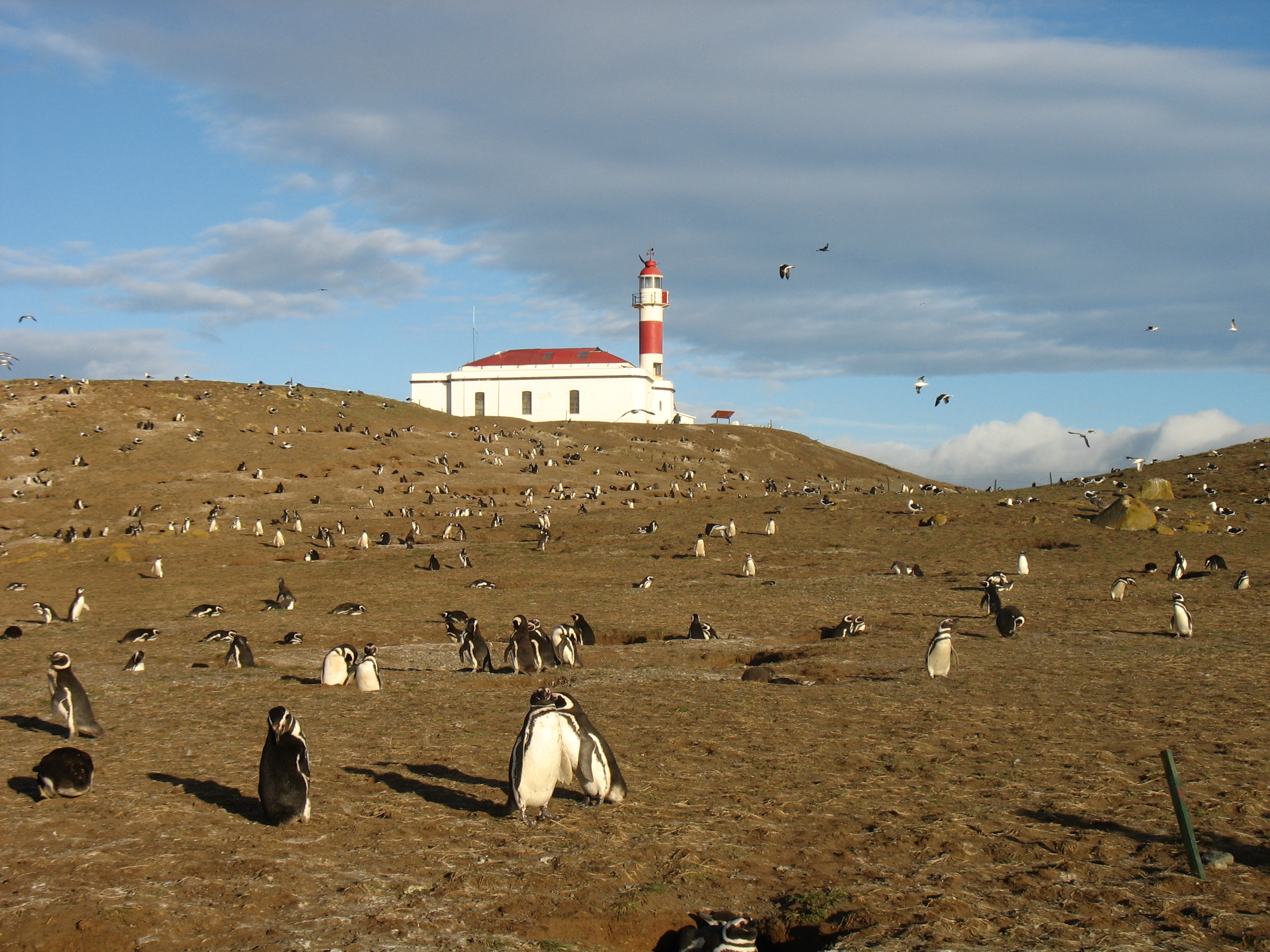
Faro Magdalena.